# Franziskus von Sales Bauer

Franziskus von Sales Kardinal Bauer (tschechisch František Saleský Bauer; * 26. Januar 1841 in Hrachowetz, Mähren; † 25. November 1915 in Olmütz) war Bischof von Brünn und Erzbischof von Olmütz.

## Leben
Franziskus von Sales Bauer wurde am 19. Juli 1863 in Olmütz zum Priester geweiht und war anschließend als Seelsorger tätig. Nach der Wahl zum Bischof von Brünn am 3. Juli 1882 erhielt er am 15. August desselben Jahres die Bischofsweihe durch den Olmützer Erzbischof Friedrich Egon Kardinal von Fürstenberg. Mitkonsekratoren waren die Weihbischöfe Gustav von Belrupt-Tissac von Olmütz und Karl Prucha von Prag.
Das Olmützer Domkapitel wählte ihn 1904 zum Nachfolger des resignierten Erzbischofs Theodor Kohn. Papst Pius X. nahm Franziskus von Sales Bauer am 27. November 1911 als Kardinalpriester mit der Titelkirche San Girolamo dei Croati (degli Schiavoni) in das Kardinalskollegium auf.
Als Bischof von Brünn hatte er ab 1882 eine Virilstimme im Mährischen Landtag. Auch als Erzbischof von Olmütz hatte er bis 1905 ein solches Landtagsmandat. Mit der Wahlrechtsänderung entfielen ab 1906 diese Virilstimmen.

## Weblinks

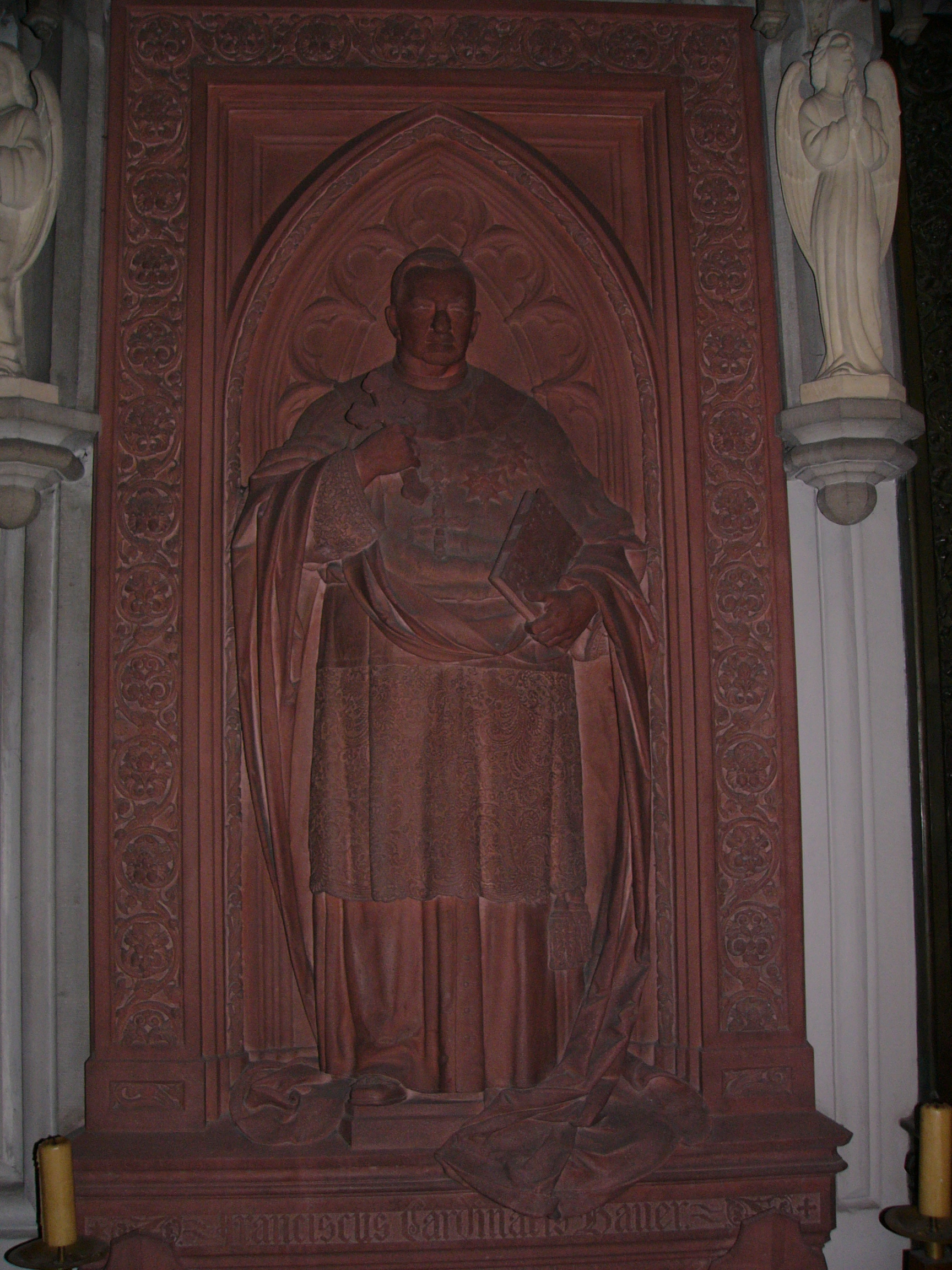
Grabstein
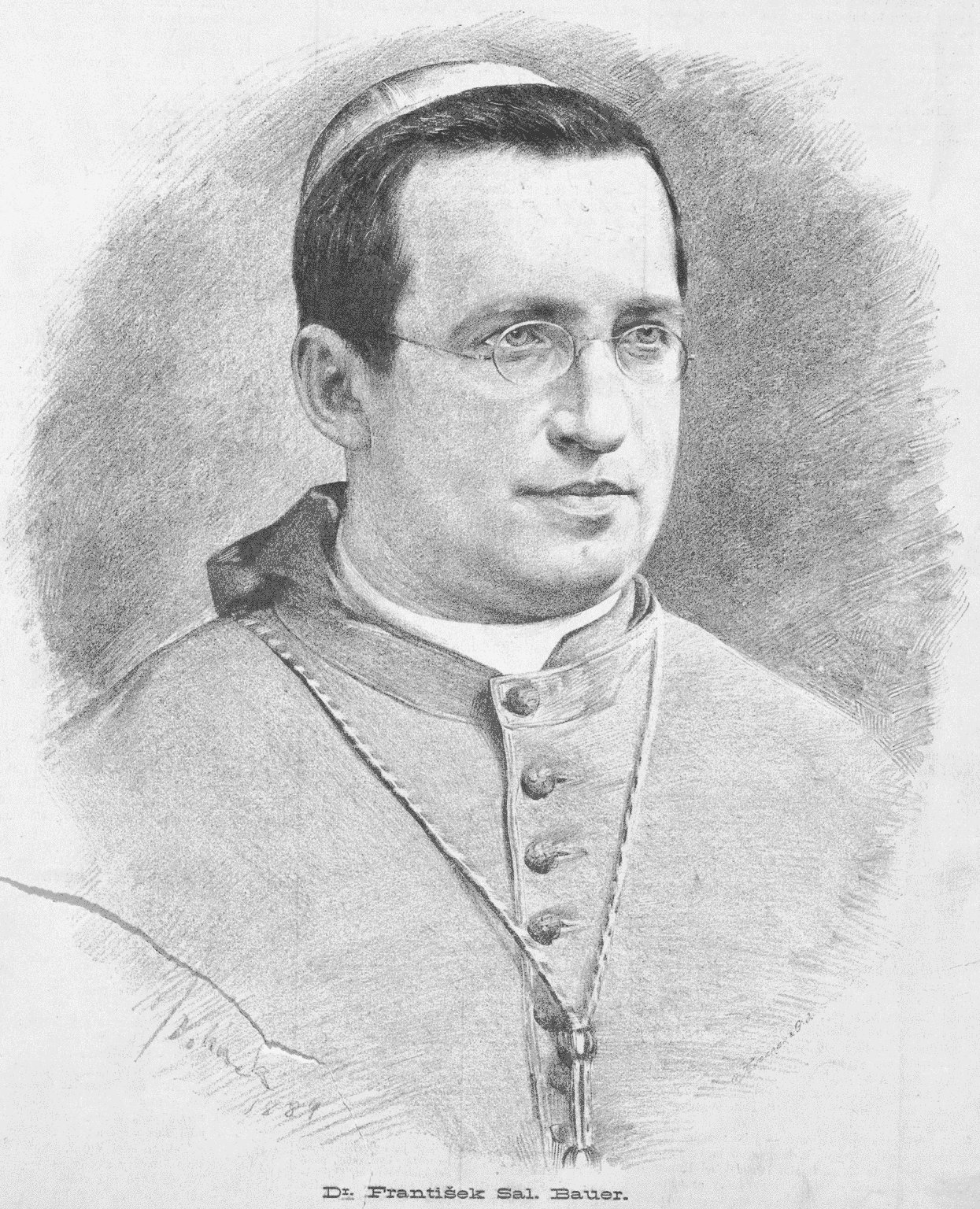
Bischof Bauer porträtiert von Jan Vilímek (1884)
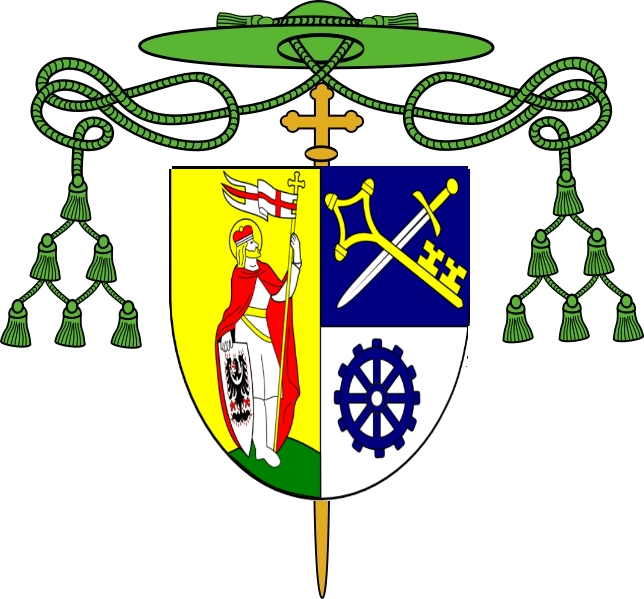
Wappen des Bischofs von Brünn (1882–1904)
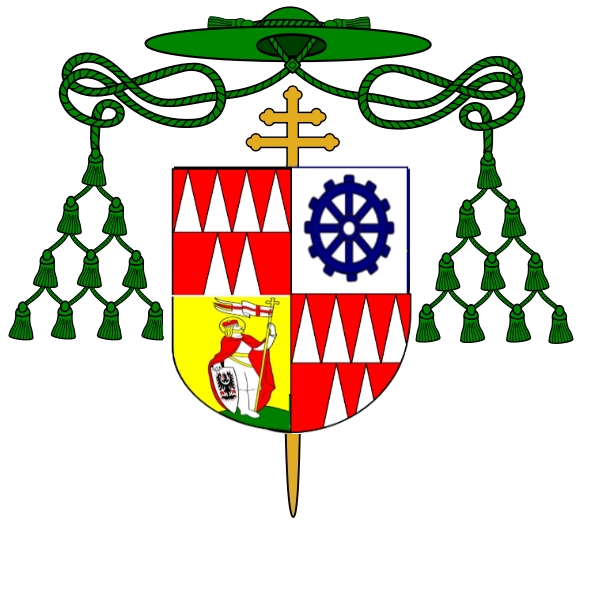
Wappen des Erzbischofs von Olmütz (1904–1911/1915)
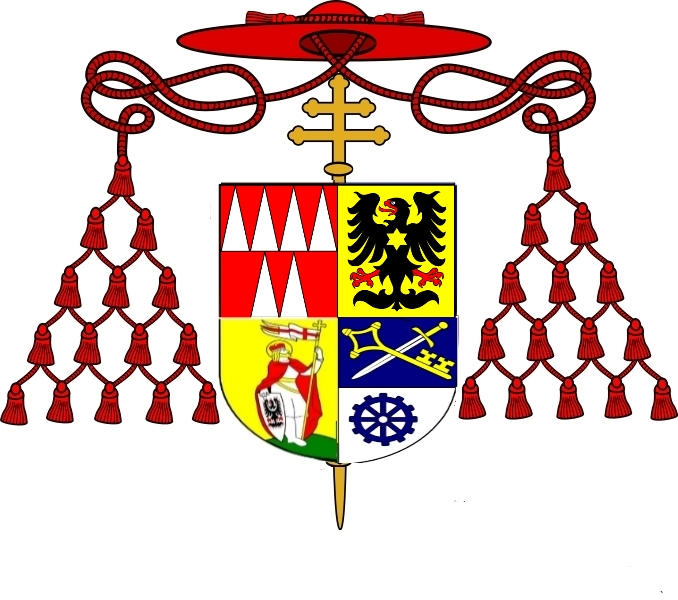
Kardinalswappen (ab 1911)